# 片岡正憲
片岡 正憲（かたおか まさのり、生年不詳）は、日本の実業家。日本ネットワークサポート社長。

## 略歴
関西電力東京支社長などを経て、2015年関西電力燃料室担当常務執行役員(従業員。会社法上の役員ではない)に就任。2019年関西電力役付執行役員を退任、日本ネットワークサポート取締役社長に就任。